# Ford CDW27
Ford CDW27 — автомобильная платформа компании Ford, выпускавшаяся на мировых рынках с 1993 по 2009 год.

## Описание
На разработку платформы CDW27 было потрачено 6 миллиардов долларов. Совместная разработка позволила сэкономить примерно 25% по сравнению с разработкой отдельных автомобилей для Ford и Ford of Europe. Глобальная и американская версии имели сходства между деталями на 75%.
Впервые платформа была представлена на Ford Mondeo, затем в 1995 году на этой платформе начался выпуск Ford Contour.
В 2000-х годах были разработаны преемники: Ford CD3 и Ford EUCD. Платформа Ford CDW27 выпускалась до 2009 года.

## Модельный ряд

### CDW27 (первое поколение)
- Ford Mondeo Mk I (1993—1996)
- Ford Contour (1995—2000)
- Ford Cougar (1999—2002)
- Mercury Mystique (1995—2000)
- Mercury Cougar (1999—2002)

### CD162 (второе поколение)
- Ford Mondeo Mk II (1996—2000)

### CD132 (третье поколение)
- Ford Mondeo Mk III (2000—2007)
- Jaguar X-Type (2001—2009)